# Liste des sites classés et inscrits de l'Ariège

Le département de l'Ariège en rouge sur la carte

Cet article recense les sites classés et inscrits en Ariège, en France.

## Listes

### Sites classés
La liste suivante recense les sites classés de l'Ariège. Les sites peuvent être classés suivant un ou plusieurs critères (artistique, pittoresque, scientifique, historique, légendaire ou tout critère).
| Site                                                                                 | Communes                                                            | Date              | Superficie (ha) | Critères et notes | Coordonnées                 | Photo |
| ------------------------------------------------------------------------------------ | ------------------------------------------------------------------- | ----------------- | --------------- | --- | --------------------------- | ----- |
| Cascade et vallée d'Ars                                                              | Aulus-les-Bains                                                     | 11 octobre 2018   | 1 540           | Pittoresque | 42° 45′ 25″ N, 1° 20′ 57″ E |       |
| Rivière souterraine de Labouiche                                                     | Baulou, Cadarcet, Cos, Loubières, Saint-Martin-de-Caralp, Vernajoul | 6 septembre 2007  | 2 060           | Pittoresque et scientifique | 43° 00′ 44″ N, 1° 33′ 01″ E |       |
| Fontaine intermittente de Fontestorbes                                               | Bélesta                                                             | 10 février 1921   | 0,02            | Tout critère | 42° 53′ 33″ N, 1° 55′ 38″ E |       |
| Ensemble formé par le site de Montségur                                              | Bénaix, Montferrier, Montségur                                      | 19 décembre 2001  | 2 272,64        | Pittoresque et historique | 42° 52′ 25″ N, 1° 49′ 30″ E |       |
| Bassin hydrogéologique du massif karstique du Volp et paysages liés                  | Camarade, Lescure, Montesquieu-Avantès                              | 21 juin 2013      | 1 921,67        | Tout critère | 43° 02′ 09″ N, 1° 13′ 17″ E |       |
| Chapelle du Calvaire et ses alentours à l'exclusion du chemin de croix               | Castillon-en-Couserans                                              | 12 mai 1941       | 0,69            | Tout critère | 42° 55′ 12″ N, 1° 02′ 01″ E |       |
| Cours souterrain de l'Arize                                                          | Le Mas-d'Azil                                                       | 2 décembre 1943   | 1,23            | Tout critère La protection concerne les parcelles de terrains qui se situent à l'applomb du tracé du cours souterrain de l'Arize.                 | 43° 04′ 10″ N, 1° 21′ 17″ E |       |
| Chêne vert de la route du pont de l'Hers et croix de pierre                          | Mirepoix                                                            | 30 juillet 1945   | 0               | Tout critère La croix est située sous l'arbre. | 43° 05′ 26″ N, 1° 52′ 35″ E |       |
| Ruines, bosquet et terrasse du château de Terride et leurs abords                    | Mirepoix                                                            | 23 août 1943      | 26,58           | Tout critère Le château est classé au titre des monuments historiques.                                                                            | 43° 06′ 05″ N, 1° 52′ 41″ E |       |
| Église et cimetière                                                                  | Sabarat                                                             | 5 décembre 1944   | 0,17            | Tout critère | 43° 05′ 55″ N, 1° 23′ 31″ E |       |
| Grotte de la Cigalère                                                                | Sentein                                                             | 24 avril 1981     | 607,01          | Pittoresque et scientifique | 42° 49′ 32″ N, 0° 53′ 02″ E |       |
| Tour Laffont                                                                         | Sentenac-de-Sérou                                                   | 28 mars 1958      | 0,01            | Pittoresque | 42° 55′ 11″ N, 1° 23′ 14″ E |       |
| Donjon, église et jardin de la résidence des évêques du Couserans                    | Tourtouse                                                           | 14 mars 1944      | 0,25            | Tout critère | 43° 05′ 34″ N, 1° 07′ 28″ E |       |
| Cirque de Cagateille et ses vallées suspendues                                       | Ustou                                                               | 15 septembre 1993 | 1 910,45        | Pittoresque | 42° 44′ 36″ N, 1° 17′ 39″ E |       |
| Ormeau séculaire                                                                     | Ustou                                                               | 5 septembre 1922  | 0,01            | Tout critère L'ormeau se situe sur la place principale du village.                                                                                | 42° 48′ 32″ N, 1° 15′ 30″ E |       |
| Église, cimetière, plantations de la place publique et toutes plantations des abords | Vals                                                                | 5 février 1942    | 0,41            | Tout critère Les plantations classées de la place publique sont des cyprès et des ormeaux ; celles des abords concernent tous les types d'arbres. | 43° 05′ 45″ N, 1° 45′ 40″ E |       |
| Ormeau de la place publique                                                          | Vals                                                                | 25 janvier 1939   | 0,02            | Tout critère | 43° 05′ 45″ N, 1° 45′ 39″ E |       |

### Sites inscrits
La liste suivante recense les sites inscrits de l'Ariège.
Trois sites, précédemment inscrits, ont été radiés en 2022 : le château de Roquefixade et la ville de Saint-Lizier (requalifiés en sites patrimoniaux remarquables), et le chêne de la route de Fabas à Tourtouse qui n'existe plus.
| Site                                                                            | Communes                                  | Date              | Superficie (ha) | Notes | Coordonnées                 | Photo |
| ------------------------------------------------------------------------------- | ----------------------------------------- | ----------------- | --------------- | --- | --------------------------- | ----- |
| Étang Fourcat et abords                                                         | Auzat                                     | 2 mai 1941        | 83,42           | Protection sur une largeur de 200 m à partir des rives. | 42° 39′ 40″ N, 1° 29′ 20″ E |       |
| Chapelle Notre-Dame du Val d'Amour et alentours                                 | Bélesta                                   | 5 mars 1943       | 3,41            | | 42° 54′ 33″ N, 1° 56′ 20″ E |       |
| Église paroissiale, château contigu, parc et scierie voisine                    | Bélesta                                   | 13 novembre 1942  | 1               | | 42° 54′ 14″ N, 1° 56′ 09″ E |       |
| Ruines du château d'Amont et ses abords, et plan d'eau de l'Hers                | Bélesta                                   | 9 mars 1943       | 6,95            | | 42° 54′ 12″ N, 1° 56′ 18″ E |       |
| Spoulgas de Bouan, parois et leurs abords immédiats                             | Bouan                                     | 25 février 1943   | 14,48           | Les spoulgas sont des grottes fortifiées. | 42° 48′ 20″ N, 1° 38′ 31″ E |       |
| Abords de la tour Laffont                                                       | Boussenac, Sentenac-de-Sérou              | 22 novembre 1956  | 87,41           | La tour en elle-même forme un site classé. | 42° 55′ 06″ N, 1° 23′ 34″ E |       |
| Ruines du château, chapelle Saint-Michel, cimetière et leurs abords             | Castelnau-Durban                          | 31 janvier 1945   | 6,38            | | 42° 59′ 56″ N, 1° 20′ 19″ E |       |
| Col du Chioula et ses abords                                                    | Caussou, Ignaux, Prades, Vaychis          | 18 juillet 1964   | 79,09           | | 42° 45′ 14″ N, 1° 50′ 20″ E |       |
| Chapelle Notre-Dame et ses abords                                               | Celles                                    | 23 août 1943      | 1,9             | | 42° 54′ 35″ N, 1° 42′ 12″ E |       |
| Château et ses abords                                                           | Celles                                    | 26 novembre 1942  | 2,74            | | 42° 55′ 01″ N, 1° 41′ 08″ E |       |
| Chapelle Saint-Michel et ses abords                                             | Engomer                                   | 4 juillet 1975    | 2,24            | | 42° 56′ 27″ N, 1° 03′ 17″ E |       |
| Hameau de Cominac                                                               | Ercé                                      | 25 avril 1975     | 72,59           | | 42° 52′ 08″ N, 1° 15′ 56″ E |       |
| Place de la halle, façades et couvertures de l'église, des halles et du château | Fabas                                     | 24 décembre 1943  | 0,27            | | 43° 06′ 29″ N, 1° 06′ 19″ E |       |
| Allées de Villote                                                               | Foix                                      | 30 mars 1943      | 2,94            | | 42° 57′ 49″ N, 1° 36′ 24″ E |       |
| Place Georges-Duthil et fontaine de Mercadal                                    | Foix                                      | 7 janvier 1944    | 0,13            | | 42° 57′ 57″ N, 1° 36′ 31″ E |       |
| Rue Labistour                                                                   | Foix                                      | 9 décembre 1942   | 0,03            | Inscription des façades, élévations et toitures des anciennes maisons. | 42° 57′ 56″ N, 1° 36′ 24″ E |       |
| Square de l'Arget et ses abords                                                 | Foix                                      | 13 novembre 1942  | 0,6             | | 42° 58′ 02″ N, 1° 36′ 19″ E |       |
| Moulins de la vallée de la Lèze                                                 | Le Fossat, Lézat-sur-Lèze, Sainte-Suzanne | 15 octobre 1974   | 24,75           | Moulin de Beauregard au Fossat, moulins de la Garde à Lézat-sur-Lèze, moulin de Sainte-Suzanne. | 43° 15′ 52″ N, 1° 21′ 53″ E |       |
| Débouché nord du tunnel et ses abords                                           | Le Mas-d'Azil                             | 7 février 1944    | 10,22           | | 43° 04′ 08″ N, 1° 21′ 19″ E |       |
| Place du Champ-de-Mars                                                          | Le Mas-d'Azil                             | 4 mai 1943        | 0,18            | | 43° 04′ 48″ N, 1° 21′ 40″ E |       |
| Partie de la route située à l'intérieur du tunnel                               | Le Mas-d'Azil                             | 12 avril 1944     | 0,44            | | 43° 04′ 10″ N, 1° 21′ 17″ E |       |
| Pont du Diable et ses ouvrages annexes                                          | Mercus-Garrabet                           | 30 avril 1942     | 0,78            | | 42° 54′ 23″ N, 1° 38′ 27″ E |       |
| Église, enclos et place                                                         | Mérigon                                   | 3 février 1944    | 0,25            | | 43° 05′ 17″ N, 1° 11′ 38″ E |       |
| Abords du chêne vert sur la route du pont de l'Hers                             | Mirepoix                                  | 30 juillet 1945   | 0               | L'arbre en lui-même est un site classé. | 43° 05′ 26″ N, 1° 52′ 35″ E |       |
| Fontaine, ferme, pigeonnier et leurs abords                                     | Mirepoix                                  | 23 août 1943      | 13,39           | | 43° 05′ 55″ N, 1° 52′ 38″ E |       |
| Place des Couverts, couverts, mairie, évêché, église, maisons à colombages      | Mirepoix                                  | 4 mai 1944        | 2,64            | | 43° 05′ 18″ N, 1° 52′ 26″ E |       |
| Bords du Touyre (vieilles maisons et église)                                    | Montferrier                               | 6 avril 1946      | 0,55            | | 42° 53′ 44″ N, 1° 47′ 42″ E |       |
| Cascade, pont de pierre sur le Touyre et leurs abords                           | Montferrier                               | 26 février 1943   | 0,9             | | 42° 53′ 40″ N, 1° 47′ 37″ E |       |
| Ensemble du village de Montségur                                                | Montségur                                 | 22 novembre 1942  | 8,45            | L'inscription de 1942 comprenait le puy de Montségur, son château, le camp des Crémats, le Ségala et l’ensemble du village ; elle a été abrogée en partie en 2001, lors de la création du site classé de Montségur. L'inscription se limite depuis au seul village. | 42° 52′ 16″ N, 1° 50′ 02″ E |       |
| Gorges de la Frau, plan d'eau du cours de l'Hers, fontaine de Lesqueille        | Montségur                                 | 11 mars 1943      | 34,23           | | 42° 50′ 03″ N, 1° 52′ 03″ E |       |
| Église, cimetière et bouquet de cyprès du hameau d'Aubert                       | Moulis                                    | 28 septembre 1955 | 0,08            | | 42° 57′ 55″ N, 1° 06′ 05″ E |       |
| Église romane, cimetière et leurs abords                                        | Ornolac-Ussat-les-Bains                   | 25 février 1943   | 0,21            | | 42° 49′ 32″ N, 1° 38′ 15″ E |       |
| Spoulgas d'Ornolac et leurs abords                                              | Ornolac-Ussat-les-Bains                   | 17 mars 1943      | 14,45           | Les spoulgas sont des grottes fortifiées. | 42° 49′ 26″ N, 1° 37′ 29″ E |       |
| Esplanade de Millane et panorama du cimetière                                   | Pamiers                                   | 16 octobre 1945   | 6,61            | | 43° 07′ 11″ N, 1° 36′ 50″ E |       |
| Quartier de la cathédrale et butte du Castella                                  | Pamiers                                   | 29 juin 1944      | 6,61            | | 43° 06′ 50″ N, 1° 36′ 31″ E |       |
| Abords de l'église et du cimetière                                              | Sabarat                                   | 5 décembre 1944   | 2,02            | | 43° 05′ 54″ N, 1° 23′ 32″ E |       |
| Champ de Mars, place devant la poste et écoles, plan d'eau du Salat             | Saint-Girons                              | 13 janvier 1947   | 1,87            | | 42° 58′ 57″ N, 1° 08′ 43″ E |       |
| Église, cimetière et leurs abords immédiats                                     | Saint-Jean-d'Aigues-Vives                 | 17 août 1944      | 1,25            | | 42° 55′ 25″ N, 1° 52′ 13″ E |       |
| Église, presbytère, cimetière et leurs abords                                   | Saint-Jean-de-Verges                      | 2 décembre 1943   | 2,72            | | 43° 00′ 48″ N, 1° 36′ 35″ E |       |
| Village de Sainte-Foi                                                           | Sainte-Foi                                | 3 décembre 1973   | 14,28           | | 43° 07′ 29″ N, 1° 54′ 58″ E |       |
| Hauteurs de Castella et du Mazeil-Vieil, porte d'Espagne et leurs abords        | Tarascon-sur-Ariège                       | 22 février 1943   | 3,05            | | 42° 50′ 43″ N, 1° 36′ 26″ E |       |
| Pélerinage de Notre-Dame de Sabart et ses abords                                | Tarascon-sur-Ariège                       | 30 septembre 1942 | 4,42            | | 42° 50′ 10″ N, 1° 36′ 17″ E |       |
| Place de l'église et anciens couverts                                           | Tarascon-sur-Ariège                       | 11 mars 1943      | 0,35            | | 42° 50′ 43″ N, 1° 36′ 28″ E |       |
| Quartier de la résidence des évêques du Couserans                               | Tourtouse                                 | 14 mars 1944      | 1,08            | | 43° 05′ 35″ N, 1° 07′ 27″ E |       |
| Grotte de Lombrives et ses abords                                               | Ussat                                     | 4 mars 1943       | 3,12            | | 42° 49′ 27″ N, 1° 36′ 59″ E |       |
| Grotte des Églises et ses abords                                                | Ussat                                     | 9 mars 1943       | 7,97            | | 42° 49′ 38″ N, 1° 37′ 13″ E |       |
| Parcelle no 948 p, y compris les plantations d'arbres                           | Vals                                      | 5 février 1942    | 0,03            | | 43° 05′ 44″ N, 1° 45′ 42″ E |       |
| Église, cimetière et leurs abords                                               | Vernajoul                                 | 14 décembre 1942  | 1,37            | | 42° 59′ 06″ N, 1° 36′ 21″ E |       |